# Bergträsket (Älvsby socken, Norrbotten, 729484-175369)
Bergträsket är en sjö i Älvsbyns kommun i Norrbotten och ingår i Alterälvens huvudavrinningsområde. Sjön är 8,5 meter djup, har en yta på 0,23 kvadratkilometer och är belägen 165 meter över havet.

## Delavrinningsområde
Bergträsket ingår i det delavrinningsområde (729519-175294) som SMHI kallar för Inloppet i Bredträsket. Medelhöjden är 172 meter över havet och ytan är 13,28 kvadratkilometer. Det finns inga avrinningsområden uppströms utan avrinningsområdet är högsta punkten. Mattesbäcken som avvattnar avrinningsområdet har biflödesordning 2, vilket innebär att vattnet flödar genom totalt 2 vattendrag innan det når havet efter 40 kilometer. Avrinningsområdet består mestadels av skog (80 procent) och sankmarker (10 procent). Avrinningsområdet har 0,66 kvadratkilometer vattenytor vilket ger det en sjöprocent på 5 procent.